# ゲイダー
ゲイダー（英: Gaydar）は、ゲイとレーダーのかばん語（合成語）であり、ある人の性的指向がゲイであるかバイセクシャルであるか異性愛者であるかを直感的に評価する能力のことであるとされている。ゲイダーの機能は通常は非言語的な感覚や直感に依存すると言われている。これらには、社会的行動や癖、例えばこれ見よがしな癖や公然と伝統的な性役割を拒否すること、職業や服飾の習慣等に敏感に気づくこと等が含まれる。
外見や癖のみによって性的指向を割り当てることでは、ステレオタイプなゲイファッションをしていないゲイや、型通りの都会のゲイに近いライフスタイルや習慣を持つメトロセクシャルな男性を区別することはできない。アメリカン・ブロードキャスティング・カンパニーのニュース20/20では、ゲイダーは存在するが、性的指向への問題意識を持っているゲイに対しては、彼ら自身が誰がゲイであるかに関心があるため、より有効に働くと報じた。

## 科学的な研究
論文誌『ジャーナル・オブ・サイコロジカル・サイエンス』に掲載されたフィラデルフィアのモネル化学感覚研究所で行われた研究では、「ゲイは他のゲイのジャコウ臭を非常に良く検出できる」という結論が得られている。
ウィリアム・リー・アダムス（William Lee Adams）は、師であるナリーニ・アンバディーの以前の研究の再現を行った。1999年に発表されたアンバディーの元々の研究では、ゲイは異性愛の人物よりも正確に、無音ビデオや写真の人物の性的指向を判定したという結果が得られている。2004年に始められたアダムスの研究では、ほとんどの社会交流の接点である顔に焦点を当てて行われた。この発見は、2003年にロン・スミス（Ron Smyth）らによってなされたものである。2007年、アダムスらの研究によると、人々は1枚の目の写真だけを見せられただけで、ランダムよりも高確率にゲイを選ぶことができたということである。正確さは、ヘアスタイルまで写った写真を見せた時の正確さと考えられる値に近かった。2009年の研究では、同じような方法で女性の性的指向を判別するには、意識的に熟考するよりも即座の判断の方が正確性が高いことが分かった
。

## 現代文化での言及
ゲイダーの能力を持っている（または欠いている）ことに関する現代文化での言及は以下のとおり。
- ラリー・サンダーズ・ショーにおいて、スコット・トンプソンの演じるゲイのアシスタントが「ゲイダーは嘘をつかない」と発言した。
- Modern Family のエピソード "Fifteen Percent" において、ミッチェルは彼のゲイダーが非常に正確であると述べた。
- Ellen のエピソード "The Puppy Episode" の中で、エレン・デジェネレスはゲイダーの概念について学ぶ。
- フレンズのエピソード "The One Where Nana Dies Twice" の中で、Chandler はゲイの同僚に「全てのゲイはある種のレーダーのようなものを持っている」と言われる。その同僚は、Chandler が本物のゲイではないことを見抜いていた。
- リアリティショー Gay, Straight or Taken? の中で、1人の女性出場者が3人の男性とデートする。1人はゲイ、1人はノンケで、1人には女性の恋人がいる。彼女の目的は、独り身のノンケを見つけることだった。そのために彼女は自身のゲイダーを使う必要があった。
- リアリティショー Playing It Straight のオーストラリア版で、牧場の犬はゲイダーと名付けられていた。
- スピン・シティのエピソード"The Thirty Year Itch"（邦題「30年目の浮気」）の中で、ウィンストン市長がゲイの部下であるカーターに対し、市長の甥のスティーブンがゲイかどうかを見極めて欲しいと依頼し、それに対してカーターが「レーダーならぬゲイダーで探れということですね？」と応じる場面がある。結局スティーブンは、家族から早く結婚するように催促されることを煩わしく思い、ゲイならば家族もそうしたことを言って来なくなるだろうと考えてゲイを装っていたことが明らかになる。